# 阿克斯沃西山
73°6′S 62°44′W / 73.100°S 62.733°W
阿克斯沃西山（英語：Mount Axworthy），是南極洲的山峰，位於帕爾默地，屬於達納山脈的一部分，美國地質調查局根據測量和該國海軍的空中照片繪入地圖，現時由南極條約體系管理。